# Fujimoto Daisuke
Daisuke Fujimoto (sinh ngày 12 tháng 4 năm 1977) là một cầu thủ bóng đá người Nhật Bản.

## Sự nghiệp câu lạc bộ
Daisuke Fujimoto đã từng chơi cho Avispa Fukuoka.